# Vigneux-sur-Seine
Vigneux-sur-Seine ist eine französische Gemeinde mit 31.233 Einwohnern (Stand 1. Januar 2022) im Département Essonne in der Région Île-de-France. Sie gehört zum Arrondissement Évry und ist der Hauptort des Kantons Vigneux-sur-Seine.

## Geographie
Die Stadt Vigneux-sur-Seine liegt etwa 18 Kilometer südöstlich von Paris auf einem Plateau zwischen der Landschaft Brie, in der Land- und Forstwirtschaft getätigt wird, und dem Tal der Seine. Gegenüber von Vigneux-sur-Seine, auf der nordwestlichen Seite der Seine, liegt der Flughafen Paris-Orly. Im Süden der Gemeinde liegt der Forêt de Sénart.

## Geschichte
Als Gemeinde wird der Ort, der als Siedlungsplatz bereits in der Steinzeit genutzt wurde, 1793 geschaffen. Damals zählte die Ortschaft 66 Einwohner.

## Städtepartnerschaften
- Limavady, Nordirland, Vereinigtes Königreich, seit 1995
- Trojan, Bulgarien, seit 2001
- Monção, Portugal, seit 2004

## Sehenswürdigkeiten
Siehe auch: Liste der Monuments historiques in Vigneux-sur-Seine
- Kirche Saint-Pierre-ès-Liens
- Menhir Pierre à Mousseaux Monument historique seit 1898
- Moschee
- Château de Vigneux
- Château de Port-Courcel
- Château de Gros-Buisson

## Verkehr
Durch die Gemeinde führt die Départementstraße D448. Der Bahnhof von Vigneux-sur-Seine wird von der RER D bedient und liegt an der Bahnstrecke von Villeneuve-Saint-Georges nach Montargis.

## Persönlichkeiten
- Charles Cochon de Lapparent (1750–1825), Politiker
- Georges Contaux (1891–1984), Bildhauer
- Charlotte Delbo (1913–1985), Schriftstellerin
- Régis Ovion (* 1949), Radrennfahrer
- Marc Alexandre (* 1959), Judoka, Olympiasieger
- Mehdi Taouil (* 1983), Fußballspieler (Mittelfeld)
- Marylin Pla (* 1984), Eiskunstläuferin